# Tømmermænd
Tømmermænd (veisalgia) beskriver den samlede mængde ubehagelige fysiologiske effekter efter et voldsomt indtag af nogle depressanter, specielt alkohol. De bedst kendte tegn på tømmermænd er hovedpine, kvalme, øget følsomhed overfor lys og lyd, udmattelse, dysfori og tørst.
Lavt blodsukker, dehydrering, ethanalrus og mangel på B12-vitamin er alle teoretiske grunde til tømmermændssymptomer. Tømmermænd kan vare op til tre dage efter alkohol sidst blev indtaget. Cirka 25-30% af de drikkende er modstandsdygtige overfor tømmermændssymptomerne. Nogle aspekter af tømmermænd kan ses som symptomer på akutte ætanolabstinenser, meget lig de længerevarende effekter af abstinenser ved alkoholisme.

## Symptomer
Alkoholtømmermænd forbindes med en række symptomer, som kan omfatte dehydrering, udmattelse, hovedpine, kvalme, opkast, diarré, svaghed, øget kropstemperatur, hypersalivation, koncentrationsbesvær, nervøsitet, irritabilitet, lys- og lydoverfølsomhed, dårlig motorik, søvnbesvær og mangel på dybdesyn. Mange væmmes ved tanken om, eller smagen af, alkohol, mens de har tømmermænd. Symptomerne varierer fra person til person og situation til situation og begynder oftest flere timer efter alkohol blev indtaget. I sjældne tilfælde kan en kombination af flere symptomer føre til indlæggelse på hospitalet.

## Årsager
Tømmermænd skyldes flere ting. Æthanol har en dehydrerende effekt ved at forårsage en øget urinproduktion (det er vanddrivende), hvilket giver hovedpine, tør mund og træthed. Dehydrering gør, at hjernen krymper en smule væk fra kraniet. Dette kan afhjælpes ved at drikke vand eller en oral elektrolyt-løsning efter indtagelse af alkohol. Alkohols effekt på mavens indre kan føre til kvalmen. På grund af den øgede produktion af NADH under æthanolens metabolisme af enzymerne alkoholdehydrogenase og aldehyddehydrogenase, overskydende NADH kan opbygge og sløve glukoneogenese i leveren, hvilket skaber hypoglykæmi.
En anden faktor, som bidrager til tømmermænd, er produkterne fra nedbrydelsen af æthanol via leverenzymerne. Æthanol omdannes til ethanal af enzymet alkoholdehydrogenase, og derefter fra ethanal til eddikesyre af enzymet aldehyddehydrogenase. Ethanal er mellem 10 og 30 gange giftigere end selve alkoholen, ligesom det er carcinogent og mutagent.
Disse to reaktioner kræver også omdannelsen af NAD+ til NADH. Med overskydende NADH drives laktatdehydrogenase-reaktionen til at producere laktat fra pyruvat (slutproduktet fra glykolyse) for at regenerere NAD+ og dermed bevare kroppens normale funktion. Det afleder pyruvat fra andre veje som glukoneogenese, hvilket lammer leverens evne til at producere glukose til væv, specielt til hjernen. Da glukose er hjernens primære energikilde, bidrager denne mangel på glukose til tømmermændssymptomer som træthed, svaghed, humørsvingninger og koncentrationsbesvær.

## Helbredelse eller lindring
Der findes flere råd for at lindre eftervirkningerne af den alkoholforgiftning, der er opstået i forbindelse med indtag af alkohol, hvoraf enkelte har en bedre dokumenteret virkning. Det er dog vigtigt at nævne, at der ikke findes en kur eller helbredelse af tømmermænd.
- Mineralvand [8] før man går i seng eller samtidig med alkoholindtagelsen.
- Smertestillende piller[8]
- Kaffe[8]
- Søvn[8]
- Salt og sukker[8]
- Kaste op[8] (det har bedst virkning, inden man går i seng)

Lindringen handler om at genoprette salt/sukker-balancen, da alkohol mindsker kroppens evne til at binde og optage væske.
Derfor kan det have god effekt at spise virkelig salt lakrids og drikke sukkerholdigt vand, sodavand inden man går i seng.

## Fodnoter
1. ↑  Federal Aviation Administration. Pilot Safety Brochure
2. ↑  PMID 18412754
3. ↑  PMID 16938626
4. ↑  The effects of dehydration on brain volume – preliminary results’, International Journal of Sports Medicine 2005; 26:481–485
5. ↑  Herbert Sprince, Clarence M. Parker, George G. Smith and Leon J. Gonzales Protection against Acetaldehyde Toxicity in the rat by L-cysteine, thiamin and L-2-Methylthiazolidine-4-carboxylic acid (Webside ikke længere tilgængelig) Inflammation Research April, 1974
6. ↑  F Stickel, D Schuppan, E G Hahn, H K Seitz
Cocarcinogenic effects of alcohol in hepatocarcinogenesis Gut 21. august 2001
7. ↑  
Verster, JC; Penning, R (2010), Treatment and prevention of alcohol hangover, Utrecht Institute for Pharmaceutical Sciences, Division of Pharmacology, Utrecht University, Utrecht, Holland.: Current Drug Abuse Reviews, s. 103-109, PMID 20712594, hentet 24. august 2011
8. 1 2 3 4 5 6  "Den bedste kur mod tømmermænd". Arkiveret fra originalen 30. juni 2010. Hentet 24. august 2011.